# Joseph Urban

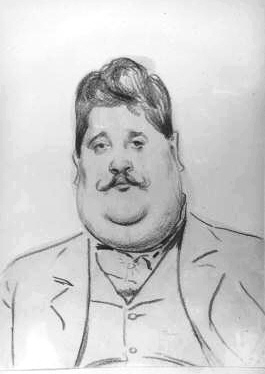
Joseph Urban, um 1900. Karikatur von Rudolf Swoboda

Joseph Urban (* 26. Mai 1872 in Wien, Österreich-Ungarn; † 10. Juli 1933 in New York City) war ein zunächst österreichischer, später amerikanischer Architekt, Illustrator und Bühnenbildner.

## Leben
Joseph Urban war eines von drei Kindern von Joseph Urban (1847–1917), Schuldirektor, später Bezirksschulinspektor, und Helene, geb. Weber (1851–1932). Er studierte an der Akademie der bildenden Künste Wien bei Karl von Hasenauer Architektur und wurde 1890 Gründungsmitglied des Hagenbundes. 1897 heiratete er Maria („Mizzi“) Lefler, die Schwester von Heinrich Lefler, mit der er zwei Töchter hatte: Margarete („Gretl“) (1898–?) und Helene („Elly“) (1900–1931). Von Mizzi ließ er sich 1918 scheiden, um 1919 die amerikanische Tänzerin Mary Beegle (Marian Porter?) zu heiraten. Zwei Tage nach seinem Tod am 10. Juli 1933 wurde er auf dem Sleepy Hollow Cemetery in Tarrytown, im Norden von New York City beigesetzt.

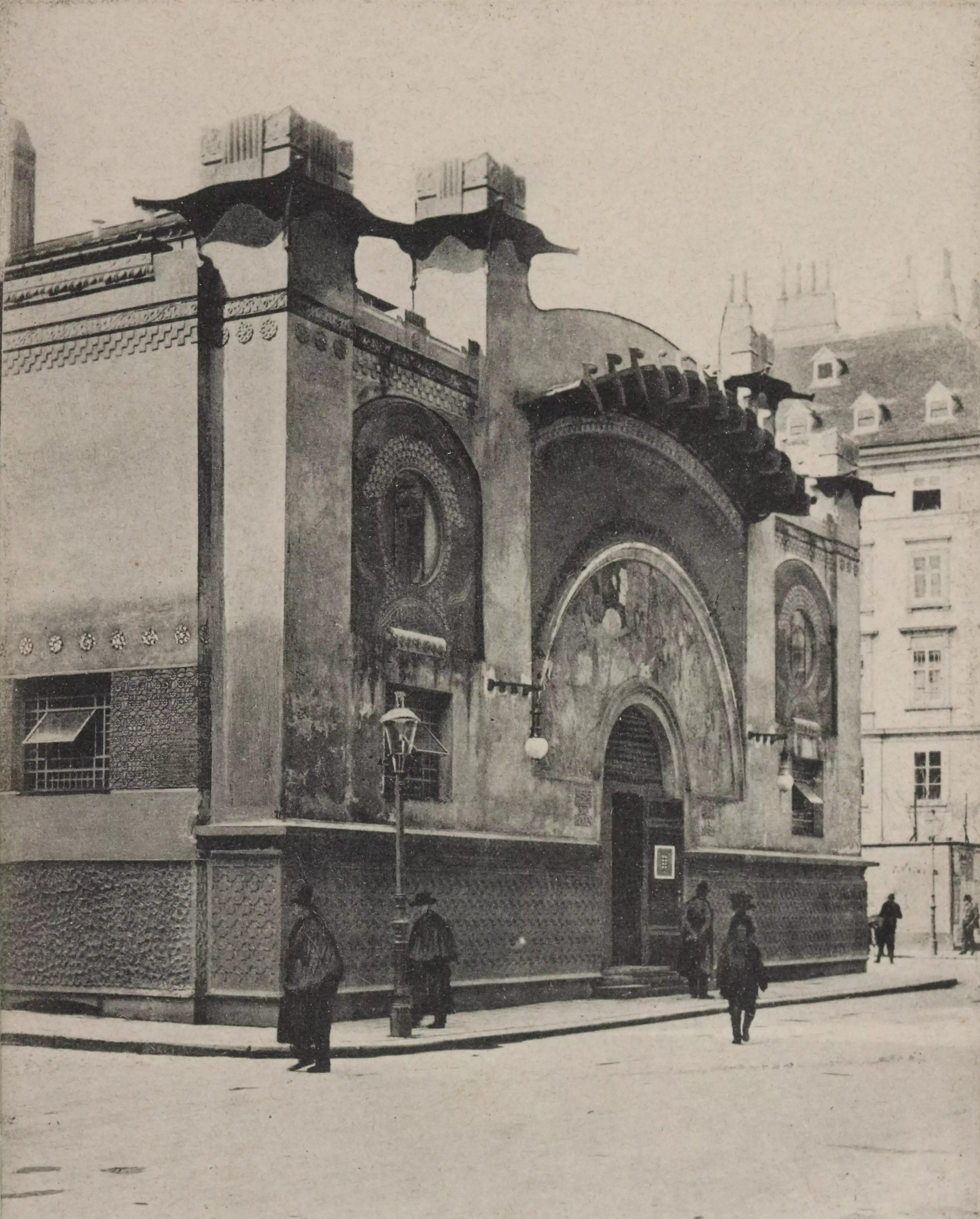
Die Ausstellungshalle des Hagenbundes in Wien

Gemeinsam mit seinem Schwager Lefler illustrierte Urban einige reizende Bilderbücher und aufwendige Festschriften, die die Regierungsjubiläen Kaiser Franz Josephs feierten. Der Vielbegabte schuf auch zahlreiche Ausstattungen für die großen Wiener Bühnen. Die wichtigsten Bauten aus seiner Wiener Zeit sind der Rathauskeller (1898), der Künstlersaal des Restaurant Hopfner in der Kärntnerstraße, die in den 1960er Jahren abgerissene Ausstellungshalle des Hagenbundes in der Zedlitzgasse und die Kaisertribüne für den Huldigungsfestzug (1908). 1911 emigrierte Urban in die USA und wurde 1912 künstlerischer Leiter des Boston Opera House. Zwei Jahre später ging er nach New York City und wurde dort verantwortlich für die Kostüme, das Bühnenbild und die Plakatwerbung der Ziegfeld Follies und später der Metropolitan Opera.
Wie auch in Wien haben viele seiner Bauten in den USA die Zeiten nicht überstanden, mit Ausnahme des Mar-a-Lago in Palm Beach, Florida, der New School und des Unterbaus des Hearst Tower in New York City. Joseph Urban gilt als Mitbegründer des American Art déco. Ihm zu Ehren wurde das Color Gel Urban Blue (Roscolux #81) nach ihm benannt.
Für kurze Zeit – von 1922 bis 1924 – gab es in New York in der Fifth Avenue 581 / 2. Stock ein Verkaufsbüro der „Wiener Werkstaette America Inc.“, dessen Leitung Joseph Urban übernommen hatte. Weil sich nachhaltig keine Verkaufserfolge einstellten, wurde das Büro 1924 geschlossen.

## Bauten und Innenarchitektur (unvollständig)

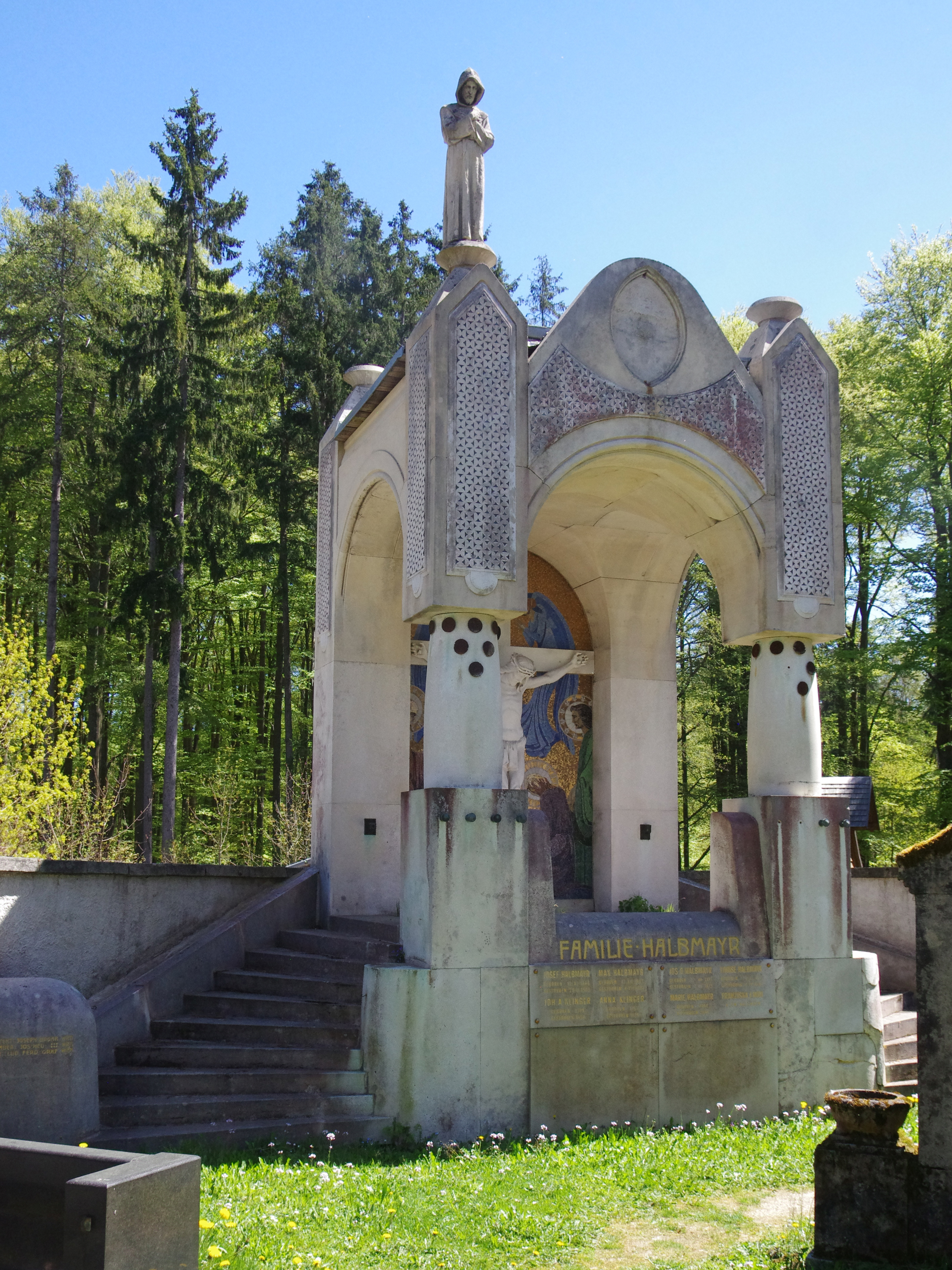
Gruft der Familie Halbmayr in Marienbad

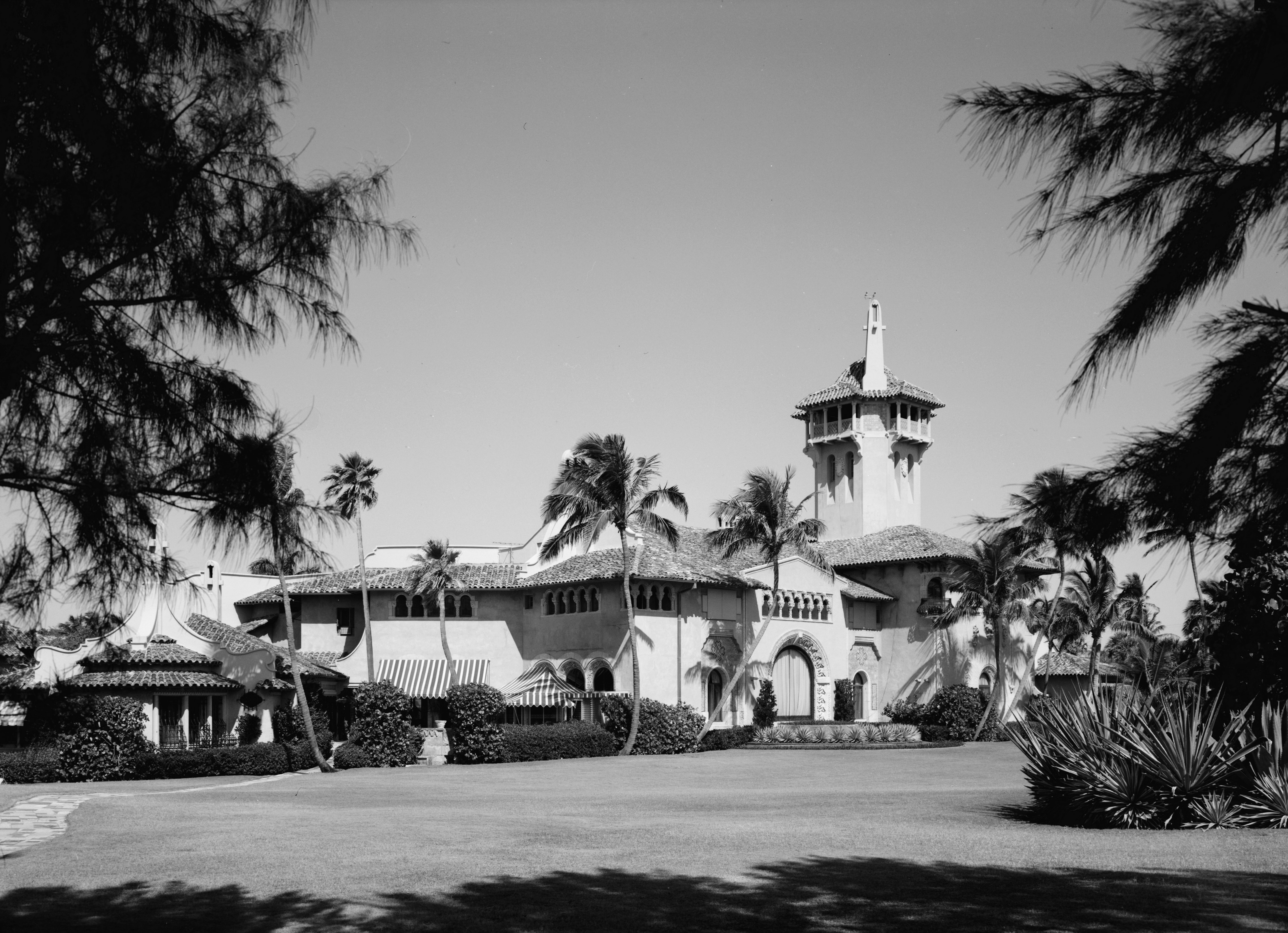
Mar-a-Lago in Palm Beach, erbaut 1924–1927

- Beteiligung an der Raumgestaltung des Radfahrfestes des Wiener Künstlerhauses, 1897
- Innenraum des Rathauskellers, Wien (mit Heinrich Lefler), 1898/99
- Grabmal für Adolph Freiherr von Pittel in Weissenbach an der Triesting, um 1900
- Gruft für die Familie Halbmayr in Marienbad (mit Bildhauer Josef Heu), um 1900
- Österreichischer Pavillon, Louisiana Purchase Exposition, 1904
- Künstlersaal im Restaurant Hopfner, Wien, 1906
- Villa Max Landau, Semmering, Südbahnstraße 83, 1907–1908[5]
- Villa Carl Redlich, Wien 19., Kreindlgasse, 1908
- Sherman Hotel Tiger Room, Chicago, 1920
- Wiener Werkstätte Showroom, NYC, 1922
- Mar-a-Lago, Palm Beach, Florida, 1925–1926
- Demarest Little Castle, Palm Beach, Florida, 1926
- Paramount Theater, Sunrise Building, Palm Beach, Florida, 1926
- Biddle House, Palm Beach, 1926
- Bath and Tennis Club, Palm Beach, Florida, Juli 1926
- Ziegfeld Theatre, 1926–1927
- St. Regis Hotel Roof Garden, 1927–1928
- Hotel Gibson Roof Garden, Cincinnati, Ohio, 1928
- Bossert Hotel, Grill Room, Brooklyn, 1928
- Bedell Department Store, New York City, 1928
- William Penn Hotel, Pittsburgh, 1928, 1932
- (Hearst) International Magazine Building, 1928–1929
- Central Park Casino, 1929
- Metropolitan Museum of Art 11th annual exhibition of American Industrial Art, 1929
- The Gingerbread Castle, Hamburg NJ, 1929
- New School for Social Research NYC, 1929–1931
- Atlantic Beach Club, Long Island, NY, 1930–1931
- Park Avenue Restaurant, 1931
- Congress Hotel, Joseph Urban Room, Chicago, Illinois, 1932
- Katherine Brush Apartment, 1933

## Filmografie (Auswahl)
- 1920: The World and His Wife
- 1920: The Restless Sex
- 1923: Frauenfeinde (Enemies of Women)
- 1924: Das Heldenmädchen von Trenton (Janice Meredith)
- 1931: East Lynne
- 1931: The Man Who Came Back